# Phytometra subolivacea
Phytometra subolivacea är en fjärilsart som beskrevs av Harvey 1875. Phytometra subolivacea ingår i släktet Phytometra och familjen nattflyn. Inga underarter finns listade i Catalogue of Life.